# Auferstehungsikone

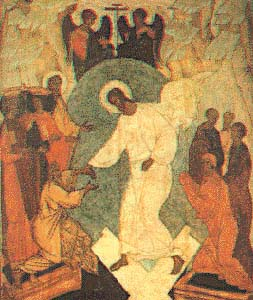
Russische Auferstehungsikone, 16. Jh.

Die orthodoxe Auferstehungsikone oder Anastasis-Ikone (von altgriechisch ἀνάστασις „Auferstehung“) stellt die Auferstehung Jesu Christi in einer für die westliche Tradition ungewohnten Form dar. Bei aller Verschiedenheit der Einzelheiten beinhaltet diese Ikone immer die gleichen Symbole und Typen.
Im Gegensatz zur westlichen Tradition, wo die Malerei versucht, das unfassbare Geschehen der Auferstehung im Bild darzustellen, stellt die orthodoxe Auferstehungsikone nicht das Geschehen selbst, sondern dessen geistliche Auswirkung dar: den Sieg Jesu über Tod und Hölle.
Die Ikone nimmt Bezug auf die Osterpredigt von Johannes Chrysostomos, die bis heute in der orthodoxen Osterliturgie als Predigt gelesen wird:
„Heute ruft der Hades und stöhnt: Besser wäre mir gewesen, ich hätte Mariens Sohn nicht aufgenommen. Denn da er zu mir gekommen, hat er meine Herrschaft vernichtet und die ehernen Tore zertrümmert; die Seelen, die ich einst besaß, hat als Gott er auferweckt.“
Das Bild stellt einen felsigen Abgrund dar. Jesus steht im Zentrum des Bildes auf zwei Tafeln in Form eines Andreaskreuzes, die die Pforten der Hölle symbolisieren. Er ist oft weiß gekleidet, und sein Mantel weht, um die Dynamik anzudeuten, mit der er von oben herab die Pforten der Hölle stürmt. Unter ihm ist ein schwarzer Abgrund, in dem man oft teuflische Marterwerkzeuge und den gefesselten Satan erkennen kann.
Links und rechts sind einige Personen aus dem Alten Testament angeordnet, auf der linken Seite Adam, dem Jesus die Hand reicht, um ihn zu sich emporzuziehen. Hinter Adam sieht man die Könige David und Salomo und Johannes den Täufer, der auf Jesus zeigt. Auf der rechten Seite ist Eva, der Jesus auf einigen Ikonen ebenfalls die Hand reicht, oft auch noch Abel, ein Jüngling mit Hirtenstab.
Der Inhalt der Ikone ist reflektiert im Hymnus aus der orthodoxen Osterliturgie:
„Christ ist von den Toten erstanden, er hat den Tod durch den Tod niedergetreten und denen in den Gräbern Leben gewährt“ .